# Records des Nuggets de Denver
Cette page liste les records de l'équipe et des joueurs des Nuggets de Denver depuis leur création en 1967.

## Records individuels en saison régulière
Légende: En Gras : joueurs encore en activité en NBA.

### En carrière
| Statistique             | Joueur          | Record |
| ----------------------- | --------------- | ------ |
| Matchs joués            | Alex English    | 837    |
| Points                  | Alex English    | 21 645 |
| Passes décisives        | Nikola Jokić    | 5 383  |
| Interceptions           | Fat Lever       | 1 166  |
| Total de rebonds        | Nikola Jokić    | 8 141  |
| Contres                 | Dikembe Mutombo | 1 486  |
| Tirs marqués            | Alex English    | 8 953  |
| 3 points inscrits       | Jamal Murray    | 1 146  |
| Lancers francs inscrits | Dan Issel       | 3 792  |
| Pertes de balles        | Alex English    | 2 260  |

### Sur un match
| Statistique                | Joueur                       | Record | Date                            |
| -------------------------- | ---------------------------- | ------ | ------------------------------- |
| Minutes                    | Allen Iverson                | 57     | 20 décembre 2007                |
| Points                     | David Thompson               | 73     | 9 avril 1978                    |
| Paniers marqués            | David Thompson               | 28     | 9 avril 1978                    |
| Paniers tentés             | Nikola Jokić                 | 39     | 7 décembre 2024                 |
| Paniers à 3 points réussis | J. R. Smith                  | 11     | 13 avril 2009                   |
| Paniers à 3 points tentés  | Michael Adams                | 20     | 12 avril 1991                   |
| Lancers francs réussis     | David Thompson               | 20     | 10 avril 1978                   |
| Lancers francs tentés      | Carmelo Anthony Nikola Jokić | 24     | 18 décembre 2005 1er avril 2025 |
| Rebonds défensifs          | Dikembe Mutombo              | 23     | 26 mars 1996                    |
| Rebonds offensifs          | J. J. Hickson                | 15     | 25 février 2014                 |
| Total rebonds              | Dikembe Mutombo              | 31     | 28 mars 1996                    |
| Passes décisives           | Fat Lever                    | 23     | 21 avril 1989                   |
| Interceptions              | Fat Lever                    | 10     | 9 mars 1985                     |
| Contres                    | Dikembe Mutombo              | 12     | 18 avril 1993                   |
| Balles perdues             | Emmanuel Mudiay              | 11     | 28 octobre 2015                 |

## Records individuels en Playoffs

### En carrière
| Statistique             | Joueur       | Record |
| ----------------------- | ------------ | ------ |
| Matchs joués            | Nikola Jokić | 94     |
| Points                  | Nikola Jokić | 2 580  |
| Passes décisives        | Nikola Jokić | 712    |
| Interceptions           | Nikola Jokić | 116    |
| Total de rebonds        | Nikola Jokić | 1 159  |
| Contres                 | Nikola Jokić | 82     |
| Tirs marqués            | Nikola Jokić | 978    |
| 3 points inscrits       | Jamal Murray | 206    |
| Lancers francs inscrits | Nikola Jokić | 459    |
| Pertes de balles        | Nikola Jokić | 311    |

### Sur un match
| Statistique                | Joueur                                 | Record | Date                                    |
| -------------------------- | -------------------------------------- | ------ | --------------------------------------- |
| Minutes jouées             | Nikola Jokić                           | 65     | 3 mai 2019                              |
| Points                     | Nikola Jokić                           | 53     | 7 mai 2023                              |
| Paniers marqués            | Nikola Jokić                           | 20     | 7 mai 2023                              |
| Paniers tentés             | Jamal Murray                           | 32     | 3 mai 2019                              |
| Lancers francs réussis     | Dan Issel Bryant Stith Carmelo Anthony | 14     | 22 avril 1977 17 mai 1994 19 avril 2010 |
| Lancers francs tentés      | Carmelo Anthony                        | 19     | 27 avril 2006                           |
| Paniers à 3 points réussis | Jamal Murray                           | 9      | 23 août 2020 30 août 2020               |
| Paniers à 3 points tentés  | Jamal Murray                           | 15     | 23 août 2020                            |
| Rebonds défensifs          | Nikola Jokić                           | 19     | 15 septembre 2020                       |
| Rebonds offensifs          | Nikola Jokić                           | 10     | 11 juin 2021                            |
| Total rebonds              | Nikola Jokić                           | 22     | 15 septembre 2020 5 mai 2025            |
| Passes décisives           | Fat Lever                              | 18     | 30 avril 1985                           |
| Interceptions              | Bobby Jones T. R. Dunn                 | 7      | 24 mars 1977 20 avril 1986              |
| Contres                    | Dikembe Mutombo                        | 8      | 5 mai 1994 7 mai 1994 12 mai 1994       |
| Balles perdues             | Carmelo Anthony                        | 9      | 25 avril 2010                           |

## Records de la franchise

### Sur une saison
| Statistique                    | Record | Moyenne par match          | Saison    |
| ------------------------------ | ------ | -------------------------- | --------- |
| Points marqués                 | 10 371 | 126,5 points / match       | 1981-1982 |
| Rebonds                        | 4 849  | 57,7 rebonds / match       | 1970-1971 |
| Passes décisives               | 2 542  | 31,0 passes / match        | 2024-2025 |
| Interceptions                  | 975    | 11,6 interceptions / match | 1974-1975 |
| Contres                        | 686    | 8,4 contres / match        | 1993-1994 |
| Tirs marqués                   | 4 059  | 48,3 tirs / match          | 1975-1976 |
| Tirs tentés                    | 8 868  | 108,1 tirs / match         | 1990-1991 |
| Pourcentage au tir             | 52,0%  | /                          | 1981-1982 |
| 3 points marqués               | 1 039  | 12,7 tirs / match          | 2021-2022 |
| 3 points tentés                | 2 944  | 35,9 tirs / match          | 2021-2022 |
| Pourcentage à 3 points         | 38,8%  | /                          | 2010-2011 |
| Lancers francs marqués         | 2 388  | 29,1 tirs / match          | 1980-1981 |
| Lancers francs tentés          | 3 051  | 37,2 tirs / match          | 1980-1981 |
| Pourcentage aux lancers francs | 81,8%  | /                          | 1983-1984 |
| Pertes de balles               | 2 011  | 24,5 pertes / match        | 1976-1977 |